# Arthur Morgan (regatista)
Arthur William Crawford Morgan (conocido como Tony Morgan; 24 de agosto de 1931-9 de abril de 2024) fue un deportista británico que compitió en vela en la clase Flying Dutchman.
Participó en los Juegos Olímpicos de Tokio 1964, obteniendo una medalla de plata en la clase Flying Dutchman. Ganó una medalla de plata en el Campeonato Mundial de Flying Dutchman de 1963 y dos medallas en el Campeonato Europeo de Flying Dutchman, oro en 1964 y plata en 1966.

## Palmarés internacional
| Juegos Olímpicos   | Juegos Olímpicos         | Juegos Olímpicos | Juegos Olímpicos |
| Año                | Lugar                    | Medalla          | Clase            |
| ------------------ | ------------------------ | ---------------- | ---------------- |
| 1964               | Tokio (Japón)            | Medalla de plata | Flying Dutchman  |
| Campeonato Mundial |                          |                  |                  |
| Año                | Lugar                    | Medalla          | Clase            |
| 1963               | Tutzing (RFA)            | Medalla de plata | Flying Dutchman  |
| Campeonato Europeo |                          |                  |                  |
| Año                | Lugar                    | Medalla          | Clase            |
| 1964               | Whitstable (Reino Unido) | Medalla de oro   | Flying Dutchman  |
| 1966               | Horten (Noruega)         | Medalla de plata | Flying Dutchman  |